# 美里うたGolden BEST
『美里うたGolden BEST』（みさとうたゴールデンベスト）は、2013年7月10日にリリースされた渡辺美里の6枚目のベスト・アルバム (ESCL-4068/9 [初回生産限定盤] / ESCL-4070 [通常盤])。

## 解説
過去21年分のデータを基に選曲されたベスト・アルバム。通常盤とDVD付初回限定盤の2形態で発売。DVDには5曲のミュージック・ビデオと2012年開催「美里祭り2012 ワンダー7」のダイジェスト映像を収録。本作は2年後の2015年にデビュー30周年記念の環として期間限定で三方背スペシャルBOXで発売。更に本作と同日、13年ぶりのライブ・アルバム『Live Love Life 2013 at 日比谷野音〜美里祭り 春のハッピーアワー〜』が発売された。

## 収録曲

### Disc 1
1. My Revolution [4:24]
2. いつか きっと [4:50]
3. BELIEVE [3:50]
4. 悲しいね [4:47]
5. サマータイム ブルース [5:19]
6. 10 years [4:23]
7. 夏が来た! [4:36]
8. 虹をみたかい [4:02]
9. 卒業 [5:22]
10. 恋したっていいじゃない [3:49]
11. すき [4:34]
12. Lovin' you [4:09]
13. センチメンタル カンガルー [4:21]
14. さくらの花の咲くころに [5:00]
15. My Love Your Love（たったひとりしかいない あなたへ） [4:28]

### Disc 2（初回限定盤DVD）
1. My Revolution（ミュージック・ビデオ）
2. 悲しいね（ミュージック・ビデオ）
3. 卒業（ミュージック・ビデオ）
4. 夏が来た!（ミュージック・ビデオ）
5. My Love Your Love（たったひとりしかいない あなたへ）（ミュージック・ビデオ）
6. 美里祭り2012 ワンダー7ダイジェスト